# Raissa Jouravliova
Raissa Jouravliova es una deportista soviética que compitió en atletismo adaptado. Ganó cuatro medallas en los Juegos Paralímpicos de Seúl 1988.

## Palmarés internacional
| Juegos Paralímpicos | Juegos Paralímpicos  | Juegos Paralímpicos | Juegos Paralímpicos  |
| Año                 | Lugar                | Medalla             | Prueba               |
| ------------------- | -------------------- | ------------------- | -------------------- |
| 1988                | Seúl (Corea del Sur) | Medalla de oro      | 100 m B2             |
| 1988                | Seúl (Corea del Sur) | Medalla de oro      | Salto de longitud B2 |
| 1988                | Seúl (Corea del Sur) | Medalla de oro      | Pentatlón B2         |
| 1988                | Seúl (Corea del Sur) | Medalla de plata    | Disco B2             |